# Kill for Me - Legami di morte
Kill for Me - Legami di morte (Kill for Me) è un film del 2013 diretto da Michael Greenspan.
Si tratta di un film drammatico con protagonisti Katie Cassidy e Tracy Spiridakos.
In Italia, Svezia e Germania il film è stato distribuito direttamente in DVD per il mercato home video.

## Trama
Dopo la misteriosa scomparsa della coinquilina e cara amica Natalie, la studentessa universitaria Amanda decide che è giunto il momento di superare il dolore e riaffittare la stanza rimasta vuota.
Si presenta Hayley, giovane in fuga dal padre che vorrebbe iscriversi alla facoltà di veterinaria, con cui Amanda stringe subito amicizia.
Amanda è perseguitata dall'ex compagno Cameron, che lei crede coinvolto nella scomparsa dell'amica, il quale però, dopo l'ennesimo rifiuto, inizia a diventare violento. Hayley, che si scopre infatuata di Amanda, la soccorre quando Cameron attenta alla sua vita con una pistola, e, in un momento di distrazione di quest'ultimo, lo uccide conficcandogli un'accetta nella nuca.
Hayley convince quindi Amanda, alla quale asserisce di aver fatto un favore liberandola dall'ossessività dell'ex compagno, a liberarsi del cadavere.
All'insaputa di Amanda, il corpo viene sepolto nella proprietà del padre di Hayley, la quale anonimamente chiama poi la polizia cercando di far ricadere l'accusa proprio sul padre.
Quando Amanda ne viene a conoscenza, ella le racconta delle continue violenze del padre sulla madre, in seguito morta suicida, e su di lei, testimoniate da vistose e profonde cicatrici sulla schiena.
Hayley ricatta quindi Amanda rapendo l'amico Mark e chiedendole di ricambiarle il favore, aiutandola a liberarsi del padre violento. Sotto la sua guida, Amanda si reca nel bar frequentato dal padre di Hayley, curiosamente lo stesso bar dove la scomparsa Natalie venne vista l'ultima volta, fingendosi una ragazza facile e cercando di farsi portare a casa del padre di Hayley dove avrebbe tentato di avvelenarlo.
Qui, Garret, il padre, le racconta, in un momento di confidenza, di come la figlia Hayley sia disturbata e autolesionista e di come avrebbe forse avvelenato la propria madre facendolo poi sembrare un suicidio.
Amanda, convintasi dell'innocenza di Garret lo informa del piano della figlia in cui lei è rimasta coinvolta e inscenano un finto avvelenamento da portare come prova ad Hayley. Quest'ultima , pur liberando il giovane Mark, non è convinta della foto del cadavere scattata dal telefonino di Amanda, si reca a casa del padre puntando una pistola contro la stessa Amanda. Le ragazze trovano Garret ad aspettarle, armato di fucile, il quale dopo aver sparato in pancia ad Hayley, insegue Amanda, cercando di ucciderla.
Una volta catturata la ragazza cerca di farla entrare in una fossa nascosta nel fienile ma, quando ormai sembra finita per Amanda, ricompare Hayley, in fin di vita per la ferita al torace, la quale spara al padre. Amanda, ormai capito che il padre Garret era davvero colpevole sia della morte della moglie sia delle violenze sulla figlia, lo uccide sparandogli col fucile. Appena in tempo per tentare di soccorrere Hayley, che le muore tra le braccia, ringraziandola per averla alla fine liberata.
Quando tutto sembra finito, Amanda sente dei rumori provenire dalla fossa nel fienile di Garret, dove con sommo stupore trova la scomparsa Natalie, ancora viva, stuprata ed incinta di Garret. Avverte dunque la polizia, riferendo di aver finalmente ritrovato l'amica, che nessuno ormai stava più cercando, e costituendosi per l'occultamento del cadavere dell'ex compagno e per tutta la macabra vicenda.

## Produzione
La pellicola è stata girata tra il lago Shawnigan, l'isola di Vancouver e Victoria, in Columbia Britannica, Canada.

## Distribuzione
- USA: 12 febbraio 2013.
- Svezia: 13 marzo 2013
- Germania: 21 marzo 2013.
- Italia: 27 marzo 2013.